# David Dacko
David Dacko (África Equatorial Francesa, 24 de março de 1930 – Iaundé, 20 de novembro de 2003) foi o primeiro Presidente da República Centro-Africana de 14 de agosto de 1960 a 1 de janeiro de 1966, e posteriormente tornou-se o terceiro presidente do país de 21 de setembro de 1979 até 1 de setembro de 1981. Mesmo depois de ser afastado do poder duas vezes por golpes de Estado, Dacko continuou a ser um político muito ativo e foi candidato presidencial com um grupo leal de seguidores. Dacko foi, assim, uma figura importante na política de seu país por um período de mais de meio século.